# Ontonagon (Míchigan)
Ontonagon es una villa ubicada en el condado de Ontonagon en el estado estadounidense de Míchigan. Es sede del condado de Ontonagon. En el Censo de 2010 tenía una población de 1494 habitantes y una densidad poblacional de 149,52 personas por km².

## Geografía
Ontonagon se encuentra ubicada en las coordenadas 46°51′59″N 89°18′45″O / 46.86639, -89.31250. Según la Oficina del Censo de los Estados Unidos, Ontonagon tiene una superficie total de 9.99 km², de la cual 9.6 km² corresponden a tierra firme y (3.91%) 0.39 km² es agua.

## Demografía
Según el censo de 2010, había 1494 personas residiendo en Ontonagon. La densidad de población era de 149,52 hab./km². De los 1494 habitantes, Ontonagon estaba compuesto por el 97.32% blancos, el 0.07% eran afroamericanos, el 0.67% eran amerindios, el 0.27% eran asiáticos, el 0% eran isleños del Pacífico, el 0.2% eran de otras razas y el 1.47% pertenecían a dos o más razas. Del total de la población el 1.2% eran hispanos o latinos de cualquier raza.